# Uzès
Uzès è un comune francese di 8 721 abitanti situato nel dipartimento del Gard, nella regione dell'Occitania.

## Geografia fisica
Uzès è situata all'interno di un triangolo formato dalla città di Alès (32 km) a nord-ovest, Avignone (40 km) a est, e Nîmes (la città più vicina: 30 km) a sud. Il centro abitato è immerso tra i vigneti e le garighe ed è posto a strapiombo sulla piccola valle dell'Eure, dove sgorga il corso d'acqua omonimo. Questo costituiva l'approvvigionamento idrico della città di Nîmes in epoca romana: l'acqua veniva convogliata in un acquedotto, di cui è rimasto il celebre Ponte del Gard.

## Monumenti e luoghi d'interesse
A Uzès spiccano una piazza del mercato porticata e diverse torri medievali, tra cui l'imponente Tour Fenestrelle, che risale al XII secolo.
Troviamo il Museo delle Caramelle Haribo e un giardino medievale che contiene circa 540 piante e fiori che venivano già coltivate durante il periodo del Medioevo.

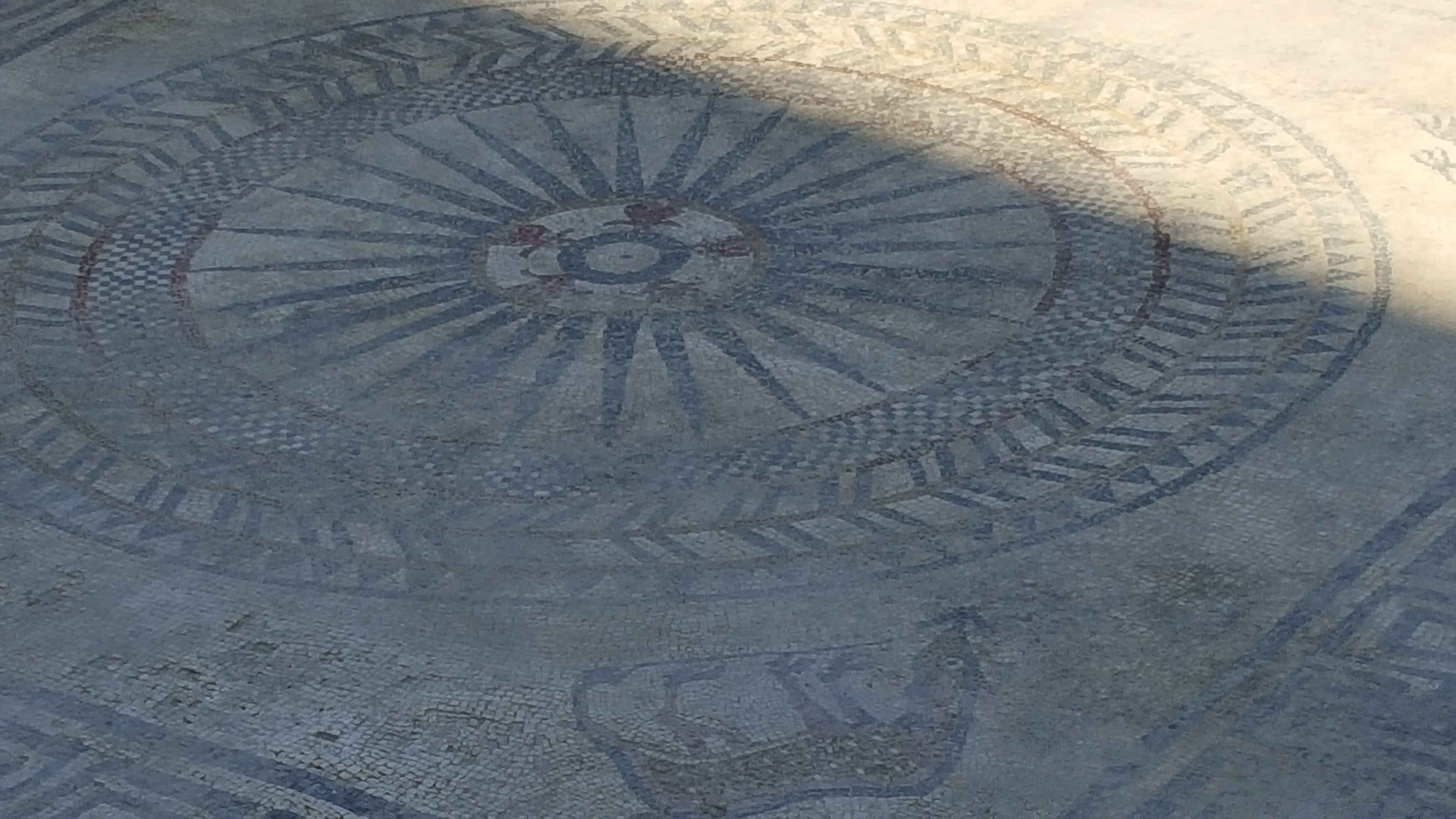
Mosaico
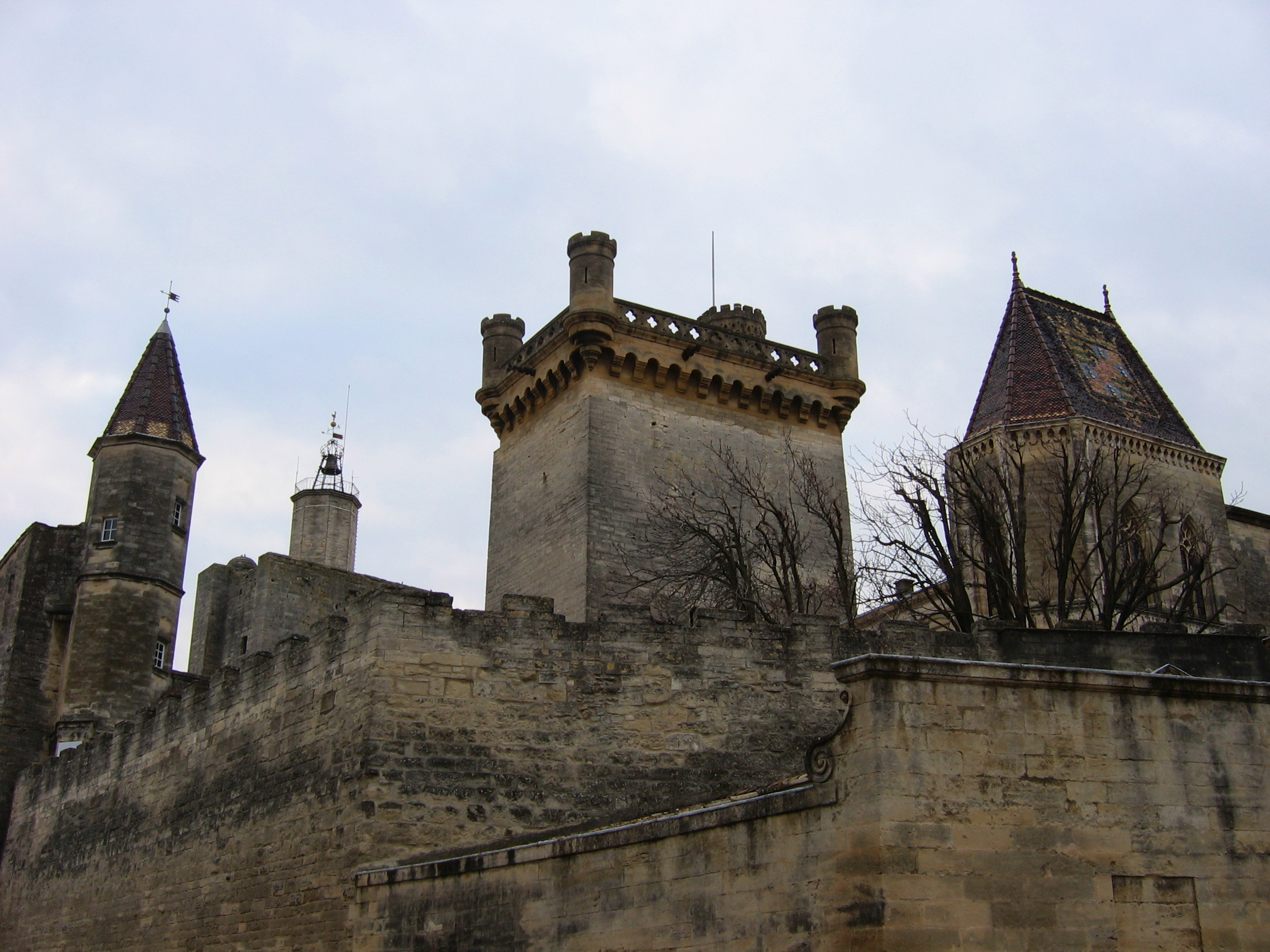
Il castello di Uzès
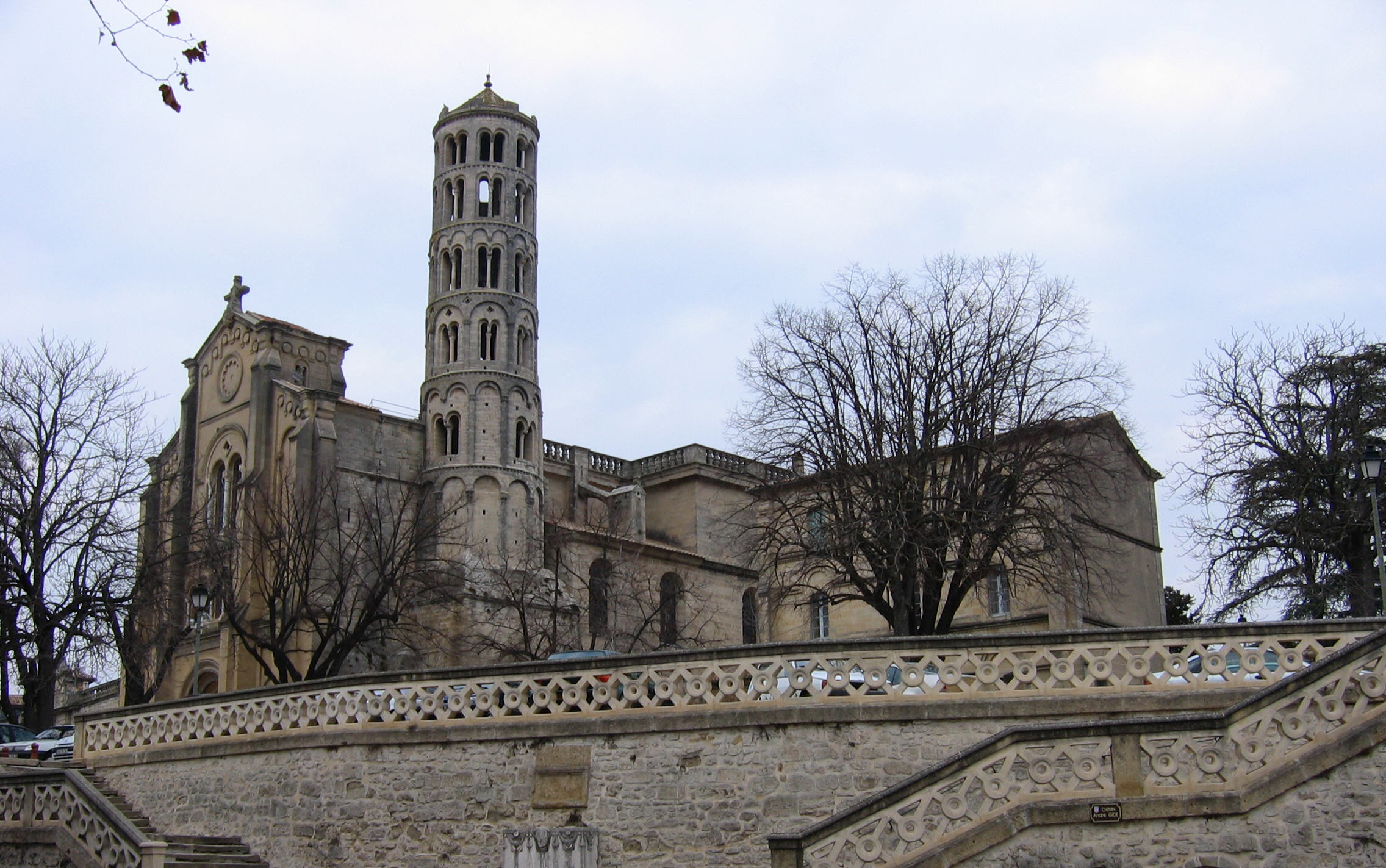
Cattedrale di Saint-Théodorit e Tour Fénestrelle

## Società

### Evoluzione demografica
Abitanti censiti